# Гурфинкель-Кагаловская, Наталья
Наталья Гурфинкель-Кагаловская (англ. Natasha Gurfinkel Kagalovsky; р. 1954) — бывший вице-президент американского Bank of New York, глава его отделения в Восточной Европе (до 1999 года). Фигурант «дела Bank of New York» — громкого скандала, связанного с обвинениями в участии в вывозе из России незаконно добытых капиталов.

## Биография
Родилась в Ленинграде в 1954 году, окончила факультет востоковедения Ленинградского университета. В 1979 году вместе с матерью, сестрой и мужем эмигрировала в США, где поселилась в Луисвилле, штат Кентукки.
Окончила Принстонский университет, в 1986 году начала работать в банке «Ирвинг траст», где отвечала за связи с советскими банками, преимущественно с Внешэкономбанком. В конце 1980-х произошло слияние «Ирвинг траст» с Bank of New York.
Жена Константина Кагаловского — заместителя председателя нефтяной компании ЮКОС. Кагаловский являлся российским представителем МВФ в начале 1990-х гг., когда премьером правительства был Егор Гайдар. Позднее Кагаловский перешёл в банк МЕНАТЕП, возглавляемый Михаилом Ходорковским.
«Новая газета» писала, что в январе 1996 года первый заместитель председателя Государственного комитета России по управлению государственным имуществом Альфред Кох прибыл на отдых в Барбадос вместе с Константином Кагаловским и Натальей Гурфинкель-Кагаловской. Позднее сам Кох подтвердил эту информацию, отметив, что «даже сейчас не отказывается от дружбы с ней».

### Инцидент с банком «Нижегородец»
В 1994 году Bank of New York перечислил 2 миллиона долларов банку «Нижегородец» в Нижегородской области, за операцию отвечала Гурфинкель-Кагаловская. Перевод был объявлен ошибочным, однако банк «Нижегородец», находившийся в состоянии банкротства, воспользовался этим деньгами и расплатился ими с кредиторами. Американская сторона потребовала вернуть деньги. К делу было подключено посольство США в России, которое обратилось к тогдашнему губернатору Нижегородской области Борису Немцову.
По версии Генпрокуратуры, Немцов указал директору крупного нижегородского государственного предприятия «Нижполиграф» Виктору Забурдяеву взять кредит в 3,5 миллиона долларов в отделении Инкомбанка под залог своего нового административного здания, которое, являясь федеральной собственностью, не подлежало приватизации. Однако, благодаря действиям Анатолия Чубайса, бывшего тогда главой Госкомимущества, сделка была осуществлена.
Забурдяеву был обещан быстрый возврат денег. Из полученного кредита 2 миллиона долларов было переведено в Bank of New York. Однако кредит не был возвращён, и заложенное здание перешло в собственность Инкомбанка. В начале 1998 года по факту незаконного отчуждения федеральной собственности было возбуждено уголовное дело, в рамках которого следователи провели допрос Бориса Немцова. Вскоре работа следствия была замедлена, так как, по словам представителей управления Генпрокуратуры по Приволжскому федеральному округу, власти США прекратили отвечать на запросы. Лишь в 2001 году Минюст США официально ответил Генпрокуратуре, что идёт сбор документов, которые будут переданы России.
В 1997 году бывший советник Немцова с уголовным прошлым Андрей Климентьев на новом судебном процессе заявил, что Немцов сначала просил именно его заплатить Bank of New York долг в 2 миллиона долларов. Однако, так как у Климентьева не было свободных денег, Немцов обратился к «Нижполиграфу». «Российская газета» в 2003 году писала, что рыночная стоимость заложенного здания в 10 раз превышает залоговую.

### Дело Bank of New York
Летом 1999 года в западной прессе начали выходить публикации, в которых утверждалось об «отмывании» в американских банках денег, вывозимых из России организованной преступностью. В ряде статей причастными к этому назывались окружение президента Бориса Ельцина и члены российского правительства. Кроме того, газеты писали о расхищении средств МВФ, выделенных России.
19 августа в The New York Times вышла статья «Банк подозревается в связях с русской мафией», где говорилось, что с октября 1998-го по март 1999 года через Bank of New York прошли $4,2 миллиарда. В статье упоминалась Гурфинкель-Кагаловская. 20 августа The Independent вышла со статьёй «Русская мафия отмыла $10 миллиардов в Нью-Йорке». 21 августа в The Financial Times вышла статья «Разграбление наций: миллиарды долларов ежегодно текут из бывшего Советского Союза». 22 августа в газете The Observer статья «Мировой гангстер, проводивший миллиарды через Сити» была посвящена мужу Гарфункель-Кагаловской — Константину Кагаловскому. 23 августа The Wall Street Journal выходит со статьёй «Расследуется связь между потерями МВФ и русской мафией», где говорилось, что «русская организованная преступность украла миллиарды долларов из займов МВФ и прочих программ иностранной помощи России». В статье был упомянут Инкомбанк. Публикации, посвящённые скандалу, появились во множестве мировых СМИ.
Вскоре после выхода публикаций Гурфинкель-Кагаловская была отправлена в оплачиваемый отпуск, а фактически отстранена от должности. В октябре 1999 года она подала в отставку. Банк принял её отставку в декабре 1999 года.
В ноябре 1999 года спецслужбами Великобритании и США была выявлена компания Tetra Finance Establishment, зарегистрированная в Лихтенштейне. Компанией руководила Гурфинкель-Кагаловская. Лондонская The Times писала, что через данную компанию могли выводиться средства Инкомбанка накануне его краха.
В 2000 году Гурфинкель-Кагаловская подала в российский суд иск против Bank of New York, обвинив его руководство в том, что они опорочили её честь, достоинство и деловую репутацию. В исковом заявлении Гурфинкель-Кагаловской говорилось: «Они использовали тот факт, что я русская, замужем за русским бизнесменом, занимала высокий пост в банке и моё имя ассоциировалось с бизнесом в России. Пострадав только потому, что я русская, я надеюсь найти справедливость в российском суде». Сумма иска составила 270 миллионов долларов: 200 миллионов — к банку, 50 — к его президенту Томасу Рени и по 10 — к его заместителям Чарльзу Рэпполду и Алану Гриффитсу. Однако Гурфинкель-Кагаловская заявила, что её целью не являются деньги, она лишь хочет добиться извинений, которые помогут ей восстановить репутацию.